# Ginette Bucaille
Pour les personnes ayant le même patronyme, voir Bucaille.
Ginette Jucker, plus connue sous son nom d'épouse Ginette Bucaille, née le 25 janvier 1926 et décédée le 19 janvier 2021, est une joueuse de tennis française de l'après-guerre. En 1954 elle dispute la finale des Internationaux de France face à Maureen Connolly.

## Palmarès (partiel)

### Finales en simple dames
| No | Date       | Nom et lieu du tournoi                  | Catégorie | Surface      | Vainqueure       | Score    |          |
| -- | ---------- | --------------------------------------- | --------- | ------------ | ---------------- | -------- | -------- |
| 1  | 17-05-1954 | Internationaux de France, Paris         | G. Chelem | Terre (ext.) | Maureen Connolly | 6-4, 6-1 | Parcours |
| 2  | 05-07-1954 | Irish Lawn Tennis Championships, Dublin |           | Gazon (ext.) | Maureen Connolly | 6-2, 6-1 |          |

### Finale en double dames
| No | Date | Nom et lieu du tournoi       | Catégorie | Surface      | Vainqueures            | Partenaire    | Score         |  |
| -- | ---- | ---------------------------- | --------- | ------------ | ---------------------- | ------------- | ------------- |  |
| 1  | 1954 | Internationaux d'Italie Rome |           | Terre (ext.) | Pat Ward Elaine Watson | Nelly Adamson | 3-6, 6-3, 6-4 |  |

## Parcours en Grand Chelem (partiel)
Si l’expression « Grand Chelem » désigne classiquement les quatre tournois les plus importants de l’histoire du tennis, elle n'est utilisée pour la première fois qu'en 1933, et n'acquiert la plénitude de son sens que peu à peu à partir des années 1950.

### En simple dames
| Année | Championnat d'Australie | Championnat d'Australie | Internationaux de France | Internationaux de France | Wimbledon      | Wimbledon       | US National | US National |
| ----- | ----------------------- | ----------------------- | ------------------------ | ------------------------ | -------------- | --------------- | ----------- | ----------- |
| 1946  | -                       | -                       | 3e tour (1/8)            | Betty Hilton             | -              | -               | -           | -           |
| 1947  | -                       | -                       | 2e tour (1/16)           | Sheila Piercey           | -              | -               | -           | -           |
| 1948  | -                       | -                       | 2e tour (1/16)           | Nelly Adamson            | 2e tour (1/32) | Zsuzsa Körmöczy | -           | -           |
| 1949  | -                       | -                       | 1er tour (1/32)          | Arlette Halff            | -              | -               | -           | -           |
| 1950  | -                       | -                       | 2e tour (1/16)           | A. Ullstein              | 3e tour (1/16) | Enid Andrews    | -           | -           |
| 1952  | -                       | -                       | 1er tour (1/32)          | Joy Gannon               | -              | -               | -           | -           |
| 1953  | -                       | -                       | 1/4 de finale            | Dorothy Knode            | -              | -               | -           | -           |
| 1954  | -                       | -                       | Finale                   | Maureen Connolly         | 3e tour (1/16) | Angela Mortimer | -           | -           |
| 1955  | -                       | -                       | 1/4 de finale            | Beverly Baker            | 2e tour (1/32) | J. Middleton    | -           | -           |
| 1956  | -                       | -                       | 3e tour (1/8)            | Althea Gibson            | 2e tour (1/32) | Shirley Fry     | -           | -           |
| 1957  | -                       | -                       | 2e tour (1/16)           | Margaret Hellyer         | 2e tour (1/32) | Věra Pužejová   | -           | -           |
| 1958  | -                       | -                       | 2e tour (1/16)           | Christine Truman         | -              | -               | -           | -           |
| 1959  | -                       | -                       | 2e tour (1/16)           | Zsuzsa Körmöczy          | -              | -               | -           | -           |
| 1962  | -                       | -                       | 1er tour (1/64)          | Sandra Reynolds          | -              | -               | -           | -           |

À droite du résultat, l’ultime adversaire.

### En double dames
| Année | Championnat d'Australie | Championnat d'Australie | Internationaux de France     | Internationaux de France    | Wimbledon                    | Wimbledon                   | US National | US National |
| ----- | ----------------------- | ----------------------- | ---------------------------- | --------------------------- | ---------------------------- | --------------------------- | ----------- | ----------- |
| 1947  | -                       | -                       | 1er tour (1/16) Hannedouche  | Leyla Anet S. Barbier       | -                            | -                           | -           | -           |
| 1948  | -                       | -                       | 2e tour (1/8) J. Foy         | Doris Hart P. Canning       | -                            | -                           | -           | -           |
| 1950  | -                       | -                       | 1/4 de finale J. Amouretti   | Shirley Fry Doris Hart      | 2e tour (1/16) G. Jamain     | Marta Barnett Helen Rihbany | -           | -           |
| 1952  | -                       | -                       | 1er tour (1/16) S. Schmitt   | Joy Gannon Pat Ward         | -                            | -                           | -           | -           |
| 1953  | -                       | -                       | 1er tour (1/16) B. Watson    | H. Fletcher Jean Quertier   | -                            | -                           | -           | -           |
| 1954  | -                       | -                       | 1/4 de finale J. Kermina     | M. Connolly Nell Hall       | 3e tour (1/8) J. Kermina     | Judy Burke H. Redwood       | -           | -           |
| 1955  | -                       | -                       | 2e tour (1/8) C. Mercelis    | Angela Buxton A. Mortimer   | 1er tour (1/32) S. Partridge | Mary Eyre Viola White       | -           | -           |
| 1956  | -                       | -                       | 1/4 de finale S. Schmitt     | Angela Buxton Althea Gibson | 3e tour (1/8) Le Besnerais   | A. Mortimer Anne Shilcock   | -           | -           |
| 1957  | -                       | -                       | 2e tour (1/8) S. Partridge   | Pilar Barril Jędrzejowska   | 2e tour (1/16) S. Partridge  | Ruia Morrison H. Redwood    | -           | -           |
| 1958  | -                       | -                       | 1/4 de finale M. Hellyer     | S. Bloomer Ann Haydon       | -                            | -                           | -           | -           |
| 1959  | -                       | -                       | 1/4 de finale Edda Buding    | Fay Muller Mary Carter      | -                            | -                           | -           | -           |
| 1962  | -                       | -                       | 1er tour (1/32) S. Partridge | F. Gordigiani M. Riedl      | -                            | -                           | -           | -           |

Sous le résultat, la partenaire ; à droite, l’ultime équipe adverse.

### En double mixte
| Année | Championnat d'Australie | Championnat d'Australie | Internationaux de France      | Internationaux de France  | Wimbledon | Wimbledon | US National | US National |
| ----- | ----------------------- | ----------------------- | ----------------------------- | ------------------------- | --------- | --------- | ----------- | ----------- |
| 1952  | -                       | -                       | 2e tour (1/16) Marcello Del   | Beryl Penrose Mervyn Rose | -         | -         | -           | -           |
| 1953  | -                       | -                       | 3e tour (1/8) Brian Maxwell   | Doris Hart Vic Seixas     | -         | -         | -           | -           |
| 1957  | -                       | -                       | 1/4 de finale W. Woodcock     | Dorothy Knode Robert Howe | -         | -         | -           | -           |
| 1958  | -                       | -                       | 3e tour (1/8) Andrés Gimeno   | L. Coghlan Robert Howe    | -         | -         | -           | -           |
| 1959  | -                       | -                       | 1er tour (1/16) L. Legenstein | Edda Buding L. Buding     | -         | -         | -           | -           |
| 1962  | -                       | -                       | 1er tour (1/32) Mr Lartigue   | F. Gordigiani E. Zuleta   | -         | -         | -           | -           |

Sous le résultat, le partenaire ; à droite, l’ultime équipe adverse.